# Kost ar c'hoat
Der Kost ar c'hoat (auch Kost ar C'hoad, Kost er Hoet, koste 'r c'hoed) ist ein bretonischer Reihen- oder Kreistanz, der ohne Ballteil (Suite) getanzt wird. Als eine Form des Dañs tro handelt es sich um einen Fußtanz. Die Tänzer halten sich an den Armen fest. Die Abfolge besteht aus charakteristischen kreuzverzahnten Schritten. Der Kost ar c'hoat wird sehr häufig auf Fest-noz getanzt, ebenso auf Bühnenshows.

## Verbreitung
Der Kost ar c'hoat ist ein kleines Gebiet, das sich an den Wald von Quénécan anlehnt, zwischen den Departements Côtes-d’Armor und Morbihan liegt.
Der Wald von Quénécan bildet zusammen mit dem kanalisierten Blavet eine echte natürliche Barriere, die das Gebiet von den Einflüssen aus dem Osten isoliert. In diesem vom Wald beherrschten Gebiet entwickelt sich ein Tanz, der zur Domäne der Gavottes en ronde oder chaîne fermée gehört, wobei der Kost ar c'hoat den Übergang zur Pontivy-Domäne der Laridés bildet.
Die Einflüsse auf den Tanz werden also von Westen her mit dem Fañch in Gouarec und teilweise Plélauff und dem Pourlet in Lescouët-Gouarec und Silfiac erfolgen. Über den Süden von Sainte-Brigitte erfolgen die Einflüsse mit den Laridee. Schritt und Stil sind ähnlich, und dies umso mehr, als das gesamte Wirtschaftsleben nach Süden gerichtet ist (Land von Pontivy). Hier muss der Charakter des persönlichen Ausdrucks hervorgehoben werden, der bei diesem Tanz besonders ausgeprägt ist und die Festlegung eines Referenzschritts erschwert.

## Charakteristik
Der Kost ar c'hoat wird traditionell in einem geschlossenen Kreis getanzt, bei dem sich die Tänzer nach links bewegen. 
Heutzutage wird der Kost ar c'hoat häufig auch in einer offenen Kette getanzt.
Ursprünglich soll auch der Kost ar c'hoat eine Suite mit Ball und Contradanse gebildet haben. Die Beschreibung des Ballteils gingen zwischen den Weltkriegen verloren, so dass heute nur der Ton simpl überliefert ist.

## Ausgangshaltung
Männer und Frauen stellen sich paarweise nebeneinander auf, bilden einen Kreis und blicken in die Kreismitte.
Die Tänzer legen ihren rechten Arm über den linken Arm des Tanznachbar auf der rechten Seite.
Dies ist die traditionelle Aufstellung, von der heutzutage abgewichen wird. Eine paarweise Aufstellung ist nicht mehr erforderlich und es wird auch oft in offenen Ketten getanzt.

## Tanzschritt

Schrittfolge Kost ar c'hoat

### Grundschritt
Es sind verschiedene Schrittfolgen dokumentiert, von denen die folgende Beschreibung oft unterrichtet wird. Der Kost ar c'hoat ist eine Gavotte mit Zwischenschritt zwischen 4 und 5. Dieser Zwischenschritt ist der kreuzverzahnte Schritt, bei dem der linke Fuß vor dem rechten Fuß gekreuzt wird.
1. Schritt auf den linken Fuß; rechter Fuß wird über dem linken Fuß gehalten (Vorkreuz).
2. Rechter Fuß kreuzt vor den linken Fuß und wird links vom linken Fuß gesetzt. Der linke Fuß wird hinter dem rechten Fuß wieder auf die linke Seite geholt. Der linke Fuß wird ca. auf Höhe des Knöchels gehalten.
3. Schritt auf den linken Fuß; rechter Fuß wird vor dem linken Fuß angehoben (Vorkreuz).
4. Schritt auf rechten Fuß
  1. Linker Fuß wird vor dem rechten Fuß gekreuzt und auf Fußspitze gesetzt; rechter Fuß wird kurz angehoben. Vergleichbar zum Kreuztupftritt aber mit Belastung des linken Fußes.
5. Gewicht auf rechten Fuß (keine Bewegung seitlich); linker Fuß wird zurück auf linke Seite geholt.
6. Schritt auf den linken Fuß; rechter Fuß wird vor den linken Fuß gehalten, wobei die Ferse nach links zeigt und die Fußspitze nach rechts unten (Vorkreuz).
7. Spiegelbildlich: Schritt auf den rechten Fuß; linker Fuß wird vor den rechten Fuß gehalten, wobei die Ferse nach rechts zeigt und die Fußspitze nach links unten.
8. Der Tänzer bleibt mit dem Gewicht auf dem rechten Fuß; der linke Fuß macht eine Verzierung, als ob mit dem linken Fuß etwas von der rechten Wade entfernt würde.

Die Bewegungen können zwischen zwei Polen ausgeführt werden:
- Eine entspannte Variante für Fest-noz, in der die Bewegungen flüssig durchgeführt werden.
- Eine Wettkampf-Variante mit zackigen, abgehakten Bewegungen, bei denen ein Lächeln nicht Bestandteil des Tanzes ist.

### Vereinfachter Schritt
Bei diesem Schritt wird der Zwischenschritt wie bei einer normalen Gavotte ausgeführt. Auf 4 ist das Gewicht auf dem rechten Fuß. Als Zwischenschritt wird das Gewicht kurz auf den linken Fuß verlagert. Der linke Fuß ist dabei links neben dem rechten Fuß und wird nicht vorgekreuzt. Anschließend wieder ein schneller Gewichtswechsel auf das rechte Bein.
Dieser Schritt ist für Anfänger geeignet, um den Rhythmus des Tanzen zu festigen.

### Frauenschritt
Es soll ursprünglich ein Frauenschritt existiert haben: Das Vorkreuzen der Füße müssen die Frauen nicht durchführen. Die Frauen dürfen das Vorkreuzen nur andeuten. Im Rahmen der Emanzipation wurde dieser Unterschied aufgehoben und auch die Frauen dürfen den Männerschritt, wie oben beschrieben, tanzen.